# (4350) Shibecha
(4350) Shibecha est un astéroïde de la ceinture principale.

## Description
(4350) Shibecha est un astéroïde de la ceinture principale. Il fut découvert le 26 octobre 1989 à Kushiro par Seiji Ueda et Hiroshi Kaneda. Il présente une orbite caractérisée par un demi-grand axe de 2,63 UA, une excentricité de 0,19 et une inclinaison de 13,7° par rapport à l'écliptique.

## Compléments